# Oak Grove (hrabstwo Washington)
Oak Grove – jednostka osadnicza w Stanach Zjednoczonych, w stanie Tennessee, w hrabstwie Washington.